# Choroba tętnic obwodowych
Choroba tętnic obwodowych (ang. PAD – peripheral artery disease) – grupa chorób dotycząca tętnic, która doprowadza do zwężenia lub niedrożności dużych tętnic, z wyjątkiem tętnic wieńcowych, łuku aorty i tętnic mózgu.
Zaburzenia krążenia w tych naczyniach są najczęściej wynikiem miażdżycy, ale mogą być też spowodowane stanem zapalnym, wadą anatomiczną, zakrzepem lub zatorem. Wspólnym mianownikiem patofizjologicznym tych zaburzeń jest ostre lub przewlekłe niedokrwienie. Do PAD zaliczane są też przejściowe zaburzenia ukrwienia, takie jak choroba Raynauda czy erytromelalgia.
Najbardziej typowym objawem choroby tętnic obwodowych jest chromanie przestankowe, które występuje jednak tylko u około 10 - 15% chorych. Innymi objawami mogą być marznięcie stóp, zaniki mięśniowe, zaniki owłosienia, trudno gojące się rany lub owrzodzenie, które to objawy można zaobserwować u około 50% chorych. Około 40% chorych jest zupełnie bezobjawowych.
Czynniki ryzyka są podobne do czynników ryzyka rozwoju miażdżycy i obejmują:
- palenie papierosów
- hiperlipidemia
- cukrzyca
- nadciśnienie tętnicze
- otyłość
- płeć męska
- wiek powyżej 50 lat
- wywiad rodzinny chorób naczyniowych

Diagnostyka polega na stwierdzeniu zaburzeń krążenia tętniczego w obrębie niedokrwionego narządu. W zależności od zaawansowania technologicznego, można to uzyskać przy pomocy:
- badania palpacyjego tętnic celem wyczucia tętna
- określenie ABI (ankle-brachial index - wskaźnik kostkowo-ramienny)
- USG naczyń dopplerowskie
- badanie angiograficzne z wykorzystaniem różnych technik radiologicznych (tomografia komputerowa, magnetyczny rezonans jądrowy).

Leczenie jest uzależnione od pierwotnej przyczyny, ale również od stopnia zaawansowania zaburzeń ukrwienia danego narządu i jest domeną chirurgii naczyniowej. Stosowane są różne techniki operacyjne, takie jak angioplastyka, wszczepienie by-passów, leczenie trombolityczne w przypadkach zakrzepów. W sytuacjach najbardziej zaawansowanych, takich jak krytyczne niedokrwienie kończyn leczenie może się sprowadzić do konieczności amputacji. W lżejszych przypadkach stosowane jest leczenie zachowawcze, w którym podstawą jest stosowanie leków przeciwpłytkowych.
Choroba tętnic obwodowych jest czynnikiem, który może przyczyniać się do rozwoju zespołu słabości.